# Short Solent
Le Short Solent est un hydravion à coque produit par Short Brothers à la fin des années 1940. Développé à partir d’un modèle militaire (le Short Sunderland Mark IV) sorti trop tard des chaines d'assemblage pour être utilisé pendant la Seconde Guerre mondiale.

## Histoire
Le premier vol de ce modèle a lieu en 1946 et il est produit jusqu’en 1949, principalement pour les compagnies British Overseas Airways Corporation et Tasman Empire Airways Limited (TEAL). D’autres compagnies aériennes mineures utiliseront des modèles de seconde main quelques années plus tard.

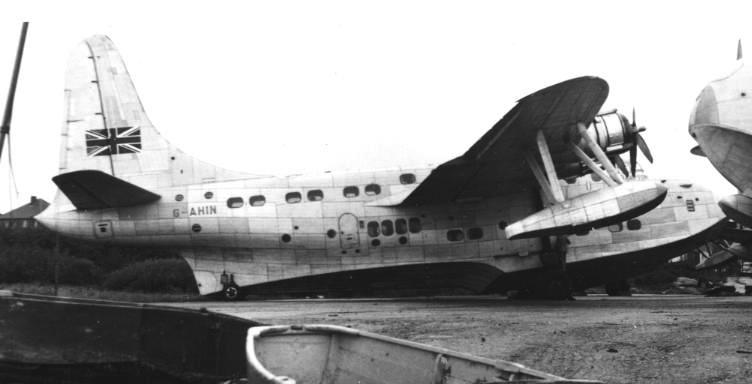
Un Short Solent des années 1940.

Construit en aluminium, il était à l’origine équipé de quatre moteurs Bristol Hercules, remplacés sur quelques modèles par des Bristol Centaurus, et pouvait embarquer de 34 à 45 passagers (et sept membres d’équipage dans sa version de base).
Un Solent, anciennement utilisé par TEAL sur la route du Corail reliant les îles du sud du Pacifique à la Nouvelle-Zélande a été entièrement restauré et préservé au musée des Transports et de la Technologie à Auckland. Un autre appareil, acquis par Howard Hughes, est actuellement conservé au musée de l'aviation d'Oakland en Californie.